# Định mệnh anh yêu em (phiên bản Hàn Quốc)
You Are My Destiny (tiếng Hàn: 운명처럼 널 사랑해; Romaja: Unmyeongcheoreom Neol Saranghae; dịch nghĩa đen: "Fated to Love You") là bộ phim truyền hình Hàn Quốc được phát sóng vào năm 2014 với sự tham gia của Jang Hyuk, Jang Na-ra, Choi Jin-hyuk và Wang Ji-won. Phim chiếu trên đài MBC từ ngày 2 tháng 7 đến 4 tháng 9 năm 2014 vào thứ tư, thứ năm lúc 21:55 với 98 tập phim.
Bộ phim được chuyển thể từ bộ của Đài Loan cùng tên Định mệnh anh yêu em của Trần Kiều Ân và Nguyễn Kinh Thiên, phim đạt rating cao nhất năm 2008. Phiên bản này là sự tái hợp của Jang Hyuk và Jang Na-ra sau bộ phim  "Cô gái thông minh" (Successful story of a bright girl) (2002).

## Diễn viên

### Chính
- Jang Hyuk vai Lee Gun[9][10]
- Jang Na-ra vai Kim Mi-young/Ellie Kim[11]
- Choi Jin-hyuk vai Daniel Pitt/Kim Tae-ho
- Wang Ji-won vai Kang Se-ra/Kim Mi-young

### Phụ
- Park Won-sook vai Chủ tịch Wang, bà của Lee Gun
- Choi Dae-chul vai Trợ lý Tak
- Choi Woo-shik vai Lee Yong, em kế của Lee Gun
- Na Young-hee vai mẹ kế Lee Gun và mẹ Lee Yong
- Song Ok-sook vai mẹ của Mi-young
- Park Hee-von vai Jeon Ji-yeon, đồng nghiệp của Mi-young's co-worker và bạn cùng phòng, bạn gái của Yong
- Han Kyu vai Kim Mi-sook, chị cả của Mi-young
- Lee Mi-do vai Kim Mi-ja, chị thứ của Mi-young
- Jung Eun-pyo vai Chủ tịch Park, chủ của nhà máy xà phòng
- Im Hyung-joon vai Choi, chồng Mi-ja
- Jang Gwang vai Bác sĩ Moon
- Park Jin-woo vai Luật sư Hong
- Kim Young-hoon vai Luật sư Min Byung-chul
- Yang Geum-seok vai mẹ của Se-ra
- Park Sun-hee vai Eun-jung
- Jung Han-hyun vai Lee Sung-mok
- Im Ji-hyun vai Soo-hyun
- Yeon Mi-joo vai Miss Kim
- Park Hee-jin vai Prenatal class instructor/Baby store employee/Dance instructor
- Kim Sung-il vai Stylist
- Park Tae-yoon vai Thợ trang điểm
- Jung Gyu-soo vai Psychiatrist
- Ki Se-hyung vai Bảo vệ
- Shin Young-il as Moderator at auction event
- Kim Sun-woong vai Moon Woo Bin
- Clara vai Hye-jin, người mẫu quảng cáo dầu gội đầu (khách mời, ep 1)
- Jung Joon-young vai Radio DJ (khách mời, ep 8)
- Joon Park vai chính mình, người mẫu quảng cáo sữa tắm (khách mời, ep 13)
- Kim Yong-gun vai bố của Ji-yeon (khách mời, ep 20)

## Ca khúc nhạc phim
| Part 1: | Part 1:                                  | Part 1:     | Part 1:    |
| STT     | Nhan đề                                  | Artist      | Thời lượng |
| ------- | ---------------------------------------- | ----------- | ---------- |
| 1.      | "Morning of Canon" (캐논의 아침)         | Baek A-yeon | 3:43       |
| 2.      | "Morning of Canon (Inst.)" (캐논의 아침) | Baek A-yeon | 3:43       |

| Part 2: | Part 2:              | Part 2:     | Part 2:    |
| STT     | Nhan đề              | Artist      | Thời lượng |
| ------- | -------------------- | ----------- | ---------- |
| 1.      | "Be the One"         | Jeff Bernat | 3:36       |
| 2.      | "Be the One (Inst.)" | Jeff Bernat | 3:36       |

| Part 3: | Part 3:                  | Part 3:   | Part 3:    |
| STT     | Nhan đề                  | Artist    | Thời lượng |
| ------- | ------------------------ | --------- | ---------- |
| 1.      | "Ready for Love"         | Megan Lee | 3:42       |
| 2.      | "Ready for Love (Inst.)" | Megan Lee | 3:42       |

| Part 4: | Part 4:                                 | Part 4:                 | Part 4:    |
| STT     | Nhan đề                                 | Artist                  | Thời lượng |
| ------- | --------------------------------------- | ----------------------- | ---------- |
| 1.      | "Destiny Sonata" (운명 같은 너)         | Chung Dong-ha (Boohwal) | 4:15       |
| 2.      | "Destiny Sonata (Inst.)" (운명 같은 너) | Chung Dong-ha (Boohwal) | 4:15       |

| Part 5: | Part 5:           | Part 5:    | Part 5:    |
| STT     | Nhan đề           | Artist     | Thời lượng |
| ------- | ----------------- | ---------- | ---------- |
| 1.      | "My Girl"         | Ken (VIXX) | 3:24       |
| 2.      | "My Girl (Inst.)" | Ken (VIXX) | 3:24       |

| Part 6: | Part 6:                                   | Part 6: | Part 6:    |
| STT     | Nhan đề                                   | Artist  | Thời lượng |
| ------- | ----------------------------------------- | ------- | ---------- |
| 1.      | "Goodbye My Love" (잠시 안녕처럼)         | Ailee   | 4:16       |
| 2.      | "Goodbye My Love (Inst.)" (잠시 안녕처럼) | Ailee   | 4:16       |

| Part 7: | Part 7:                                        | Part 7:    | Part 7:    |
| STT     | Nhan đề                                        | Artist     | Thời lượng |
| ------- | ---------------------------------------------- | ---------- | ---------- |
| 1.      | "You're My Everything" (사랑을 몰라서)         | Melody Day | 4:13       |
| 2.      | "You're My Everything (Inst.)" (사랑을 몰라서) | Melody Day | 4:13       |

| Full track list: | Full track list:                       | Full track list:        | Full track list: |
| STT              | Nhan đề                                | Artist                  | Thời lượng       |
| ---------------- | -------------------------------------- | ----------------------- | ---------------- |
| 1.               | "Destiny Sonata" (운명 같은 너)        | Chung Dong-ha (Boohwal) | 4:15             |
| 2.               | "Goodbye My Love" (잠시 안녕처럼)      | Ailee                   | 4:16             |
| 3.               | "Be the One"                           | Jeff Bernat             | 3:36             |
| 4.               | "Morning of Canon" (캐논의 아침)       | Baek A-yeon             | 3:43             |
| 5.               | "My Girl"                              | Ken (VIXX)              | 3:24             |
| 6.               | "You're My Everything" (사랑을 몰라서) | Melody Day              | 4:13             |
| 7.               | "Ready for Love"                       | Megan Lee               | 3:42             |
| 8.               | "Momento (Title)" (instrumental)       | Oh Joon-sung            | 4:29             |
| 9.               | "Desino" (instrumental)                | Oh Joon-sung            | 4:11             |
| 10.              | "Stars" (instrumental)                 | Oh Joon-sung            | 4:24             |
| 11.              | "Tristeza" (instrumental)              | Oh Joon-sung            | 3:12             |
| 12.              | "Joie" (instrumental)                  | Oh Joon-sung            | 3:33             |
| 13.              | "Cordialite" (instrumental)            | Oh Joon-sung            | 3:07             |
| 14.              | "Awaken" (instrumental)                | Oh Joon-sung            | 4:08             |
| 15.              | "Lyrisme" (instrumental)               | Oh Joon-sung            | 3:04             |
| 16.              | "Agnes" (instrumental)                 | Oh Joon-sung            | 3:40             |

## Ratings
| Tập        | Ngày phát sóng | Rating lượt xem trung bình | Rating lượt xem trung bình | Rating lượt xem trung bình | Rating lượt xem trung bình |
| Tập        | Ngày phát sóng | TNmS                       | TNmS                       | AGB Nielsen                | AGB Nielsen                |
| Tập        | Ngày phát sóng | Quốc gia                   | Seoul                      | Quốc gia                   | Seoul                      |
| ---------- | -------------- | -------------------------- | -------------------------- | -------------------------- | -------------------------- |
| 1          | 2/7/2014       | 6.0%                       | 7.7%                       | 6.6%                       | 7.2%                       |
| 2          | 3/7/2014       | 6.3%                       | 7.5%                       | 7.2%                       | 7.6%                       |
| 3          | 9/7/2014       | 8.8%                       | 11.4%                      | 7.9%                       | 8.5%                       |
| 4          | 10/7/2014      | 7.9%                       | 10.3%                      | 9.0%                       | 10.3%                      |
| 5          | 16/7/2014      | 9.1%                       | 10.8%                      | 8.6%                       | 8.9%                       |
| 6          | 17/7/2014      | 9.6%                       | 11.9%                      | 9.7%                       | 10.5%                      |
| 7          | 23/7/2014      | 9.6%                       | 11.3%                      | 9.7%                       | 10.7%                      |
| 8          | 24/7/2014      | 10.6%                      | 13.5%                      | 10.6%                      | 11.8%                      |
| 9          | 30/7/2014      | 9.4%                       | 12.4%                      | 10.2%                      | 11.8%                      |
| 10         | 31/7/2014      | 8.9%                       | 10.6%                      | 9.7%                       | 10.7%                      |
| 11         | 6/8/2014       | 9.8%                       | 12.1%                      | 9.9%                       | 11.3%                      |
| 12         | 7/8/2014       | 10.6%                      | 13.75                      | 10.3%                      | 11.4%                      |
| 13         | 13/8/2014      | 11.0%                      | 14.0%                      | 11.5%                      | 13.6%                      |
| 14         | 14/8/2014      | 11.0%                      | 14.0%                      | 10.7%                      | 12.5%                      |
| 15         | 20/8/2014      | 11.0%                      | 13.6%                      | 10.6%                      | 11.4%                      |
| 16         | 21/8/2014      | 11.1%                      | 14.0%                      | 11.1%                      | 12.9%                      |
| 17         | 27/8/2014      | 10.8%                      | 13.6%                      | 9.9%                       | 11.2%                      |
| 18         | 28/8/2014      | 12.0%                      | 14.7%                      | 11.5%                      | 12.8%                      |
| 19         | 3/9/2014       | 10.8%                      | 14.2%                      | 10.1%                      | 11.6%                      |
| 20         | 4/9/2014       | 10.6%                      | 13.5%                      | 10.5%                      | 11.5%                      |
| Trung bình | Trung bình     | 9.8%                       | 12.2%                      | 9.8%                       | 10.9%                      |

## Giải thưởng và đề cử
| Năm  | Giải                   | Hạng mục                                      | Đề cử                    | Giải      | Ref. |
| ---- | ---------------------- | --------------------------------------------- | ------------------------ | --------- | ---- |
| 2014 | 7th Korea Drama Awards | Best OST                                      | Goodbye My Love - Ailee  | Đoạt giải |      |
| 2014 | 3rd APAN Star Awards   | Top Excellence Award, Actor in a Miniseries   | Jang Hyuk                | Đề cử     |      |
| 2014 | 3rd APAN Star Awards   | Top Excellence Award, Actress in a Miniseries | Jang Na-ra               | Đề cử     |      |
| 2014 | 3rd APAN Star Awards   | Best OST                                      | Goodbye My Love - Ailee  | Đoạt giải |      |
| 2014 | MBC Drama Awards       | Top Excellence Award, Actor in a Miniseries   | Jang Hyuk                | Đoạt giải |      |
| 2014 | MBC Drama Awards       | Top Excellence Award, Actress in a Miniseries | Jang Na-ra               | Đoạt giải |      |
| 2014 | MBC Drama Awards       | Golden Acting Award, Actress                  | Song Ok-sook             | Đề cử     |      |
| 2014 | MBC Drama Awards       | Best New Actress                              | Wang Ji-won              | Đề cử     |      |
| 2014 | MBC Drama Awards       | Popularity Award, Actress                     | Jang Na-ra               | Đoạt giải |      |
| 2014 | MBC Drama Awards       | Best Couple Award                             | Jang Hyuk and Jang Na-ra | Đoạt giải |      |